# Kinmen
Kinmen oder Jinmen (chinesisch 金門 / 金门, Pinyin Jīnmén, Zhuyin ㄐㄧㄣ ㄇㄣˊ – „Goldenes Tor“, veraltet nach Post Quemoy) ist eine Inselgruppe der Republik China (Taiwan). Sie liegt etwa 2 km vor der Küste der festlandchinesischen Provinz Fujian. Der Kinmen-Archipel ist weitgehend identisch mit dem Landkreis Kinmen (金門縣), mit dem einzigen Unterschied, dass letzterer noch die kleine Inselgruppe Wuqiu mit umfasst. Aus Sicht der Volksrepublik China, die die gesamte Inselgruppe beansprucht, wird diese administrativ als Kreis Jinmen der bezirksfreien Stadt Quanzhou betrachtet.

## Name
Die verschiedenen lateinischen Schreibungen des Namens der Inselgruppe gehen auf die unterschiedlichen Umschriftsysteme und deren historische Entwicklung zurück. Die offizielle amtliche Schreibung lautet „Kinmen“, während die Schreibung „Jinmen“ auf Hanyu Pinyin basiert und die veraltete, heute selten anzutreffende Schreibung „Quemoy“ vom historischen Transkriptionssystem der chinesischen Post abstammt.

## Geographie
Die Inselgruppe liegt gegenüber der Hafenstadt Xiamen (Amoy). Sie besteht aus den Inseln Groß-Quemoy (大金門), Klein-Quemoy (小金門) und 13 weiteren kleinen Inseln. Zwölf der Inseln, darunter die beiden Hauptinseln, werden von der Republik China auf Taiwan kontrolliert. Eine Besonderheit ist, dass Kinmen wie auch die Matsu-Inseln der Verwaltung der Provinz Fujian der Republik China untersteht. Diese beiden Inselgruppen sind damit der letzte Teil des von der Republik China kontrollierten Gebietes, das nicht zur Provinz Taiwan oder den regierungsunmittelbaren Städten auf Taiwan gehört.
Die Landfläche aller Inseln zusammen beträgt 153,1 km², wovon 151,6 km² auf den von der Republik China kontrollierten Teil entfallen. Ein knappes Viertel der Landfläche wird vom 1995 eingerichteten Kinmen-Nationalpark eingenommen.
Die Entfernung zu den zur Republik China gehörenden Penghu-Inseln (Pescadoren) beträgt etwa 150 km, nach Kaohsiung auf der Hauptinsel Taiwan 280 km.

## Geschichte

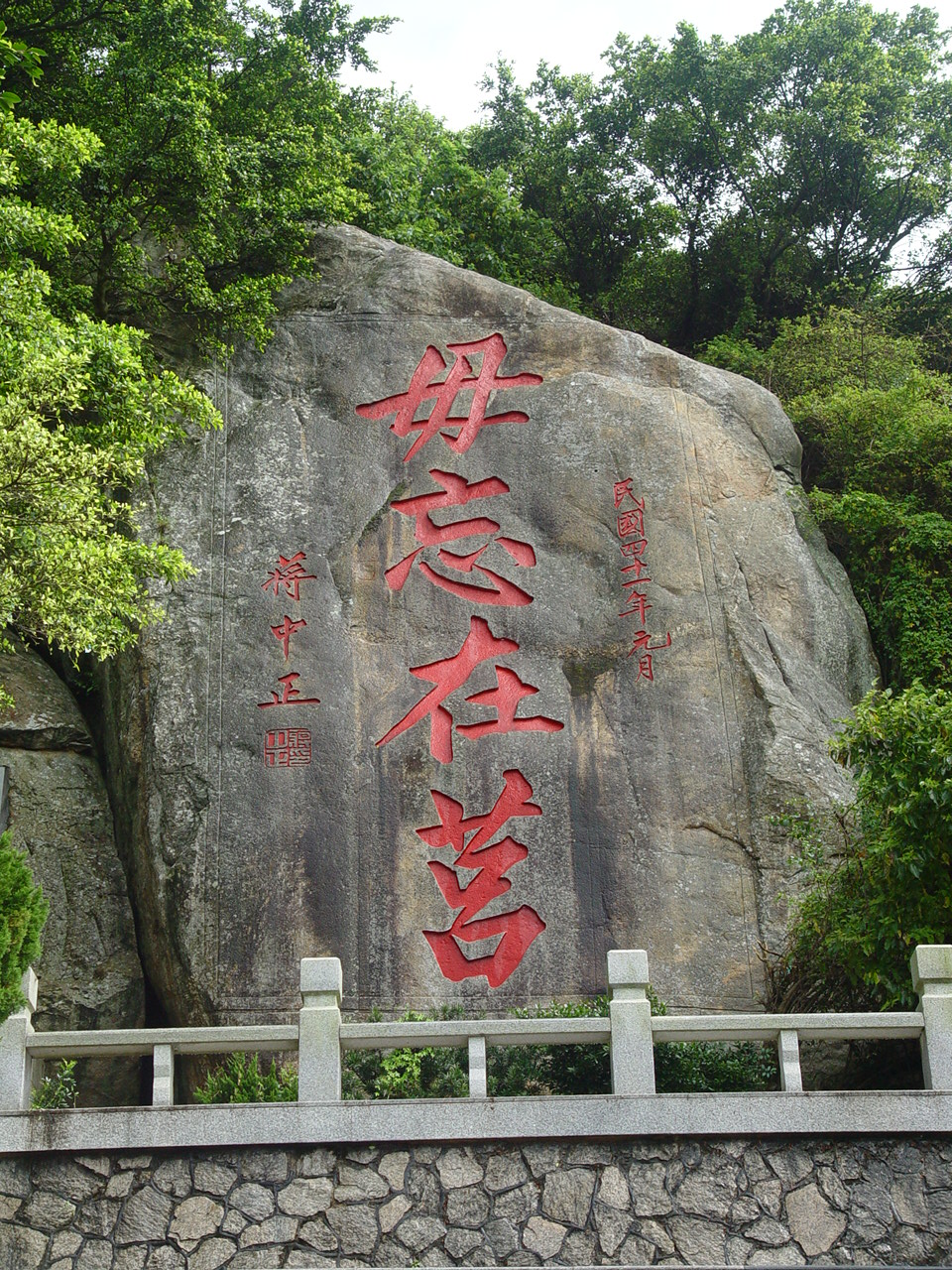
毋忘在莒 (Wú wàng zài Jǔ), eine Parole für die Rückeroberung des chinesischen Festlandes, nach einer Kalligrafie von Chiang Kai-shek.

### Bürgerkrieg und erste Quemoy-Krise
Im Gegensatz zu Taiwan und den Pescadoren gehörte Kinmen zwischen 1895 und 1945 nicht zum japanischen Herrschaftsbereich, sondern blieb als Teil der Provinz Fujian Teil des Kaiserreichs bzw. ab 1912 der Republik China.
Nachdem die Truppen der Kuomintang nach dem Chinesischen Bürgerkrieg 1949 vom chinesischen Festland hatten fliehen müssen, konnten sie die Kinmen-Inseln halten. Am 25. Oktober 1949 wurde ein erster Angriff der chinesischen Volksbefreiungsarmee auf Kinmen von den Truppen der Kuomintang mit amerikanischer Waffenhilfe erfolgreich abgewehrt und Kinmen daraufhin zu einer Festung zur Verteidigung Taiwans ausgebaut.
Am 3. September 1954 erfolgte der zweite Angriff, diesmal als monatelanges Bombardement und Artilleriebeschuss (sogenannte „erste Quemoy-Krise“ oder erste Taiwanstraßen-Krise). Im Zuge dieser Kampfhandlungen gingen am 8. Februar 1955 die drei nördlich der Hauptinsel gelegenen Dachen-Inseln an die Volksrepublik verloren. Sie wurden mit amerikanischer Flottenhilfe evakuiert. Die übrigen zwölf Inseln hingegen konnten von der Republik China gehalten werden.

### Zweite Quemoy-Krise
Vier Jahre später, am 23. August 1958, begann erneut ein 44-tägiges Bombardement von Kinmen durch Truppen der Volksrepublik China, in dessen Verlauf 470.000 vom Festland aus abgefeuerte Granaten einschlugen (die „zweite Quemoy-Krise“). Die Angriffe auf Kinmen hielten noch bis Mitte der 1970er Jahre an, als die Volksrepublik China Mitglied der Vereinten Nationen (UNO) wurde und die Republik China, Gründungsmitglied der UNO, unmittelbar vor der Abstimmung über die Aufnahme der VR China aus der UNO austrat. Erst danach wurde das andauernde Bombardement mit Raketen und Granaten vom chinesischen Festland auf Druck der UNO eingestellt. Die Volksrepublik China verschoss jedoch weiterhin Geschosse mit Propagandamaterial (Flugblättern) nach Kinmen. Diese Praxis fand erst mit Inkrafttreten des Taiwan Relations Act 1979 ihr Ende.

### Unter Militärverwaltung
Aufgrund der angespannten militärstrategischen Lage wurden die Inseln 1956 vollständig unter die Kontrolle des Militärs gestellt. Jegliche öffentliche Aktivitäten wie beispielsweise Wahlen unterblieben und diese fanden erst wieder ab 1971 statt. Ab 1980 hatten die gewählten Landkreisabgeordneten dieselben Befugnisse wie jene in der Provinz Taiwan. Die Bedingungen des seit 1949 geltenden Kriegsrechts waren deutlich restriktiver als auf der Hauptinsel Taiwan. Beispielsweise war die Benutzung von Radios, Funktelefonen und Papierdrachen verboten, da befürchtet wurde, dass hiermit Nachrichten an das Festland übermittelt werden könnten. Basketbälle waren verboten, weil diese als Hilfe hätten benutzt werden können, um zum Festland zu schwimmen. Nachts mussten die Inseln immer vollständig verdunkelt werden. Die Bewohner wurden in einer Selbstverteidigungs-Miliz organisiert und mussten regelmäßige Übungen abhalten. Andererseits profitierte auch das Wirtschaftsleben der Inseln von der massiven Militärpräsenz und viele Inselbewohner fanden ihr Auskommen als Angestellte oder Zulieferer des Militärs bzw. verkauften ihre Produkte hauptsächlich an die Militärangehörigen.
Nach der Aufhebung des Kriegsrechts in Kinmen am 7. November 1992 – fünf Jahre später als auf der Insel Taiwan – konnte sich auch auf Kinmen ein pluralistisches demokratisches Leben entwickeln.

## Kinmen heute

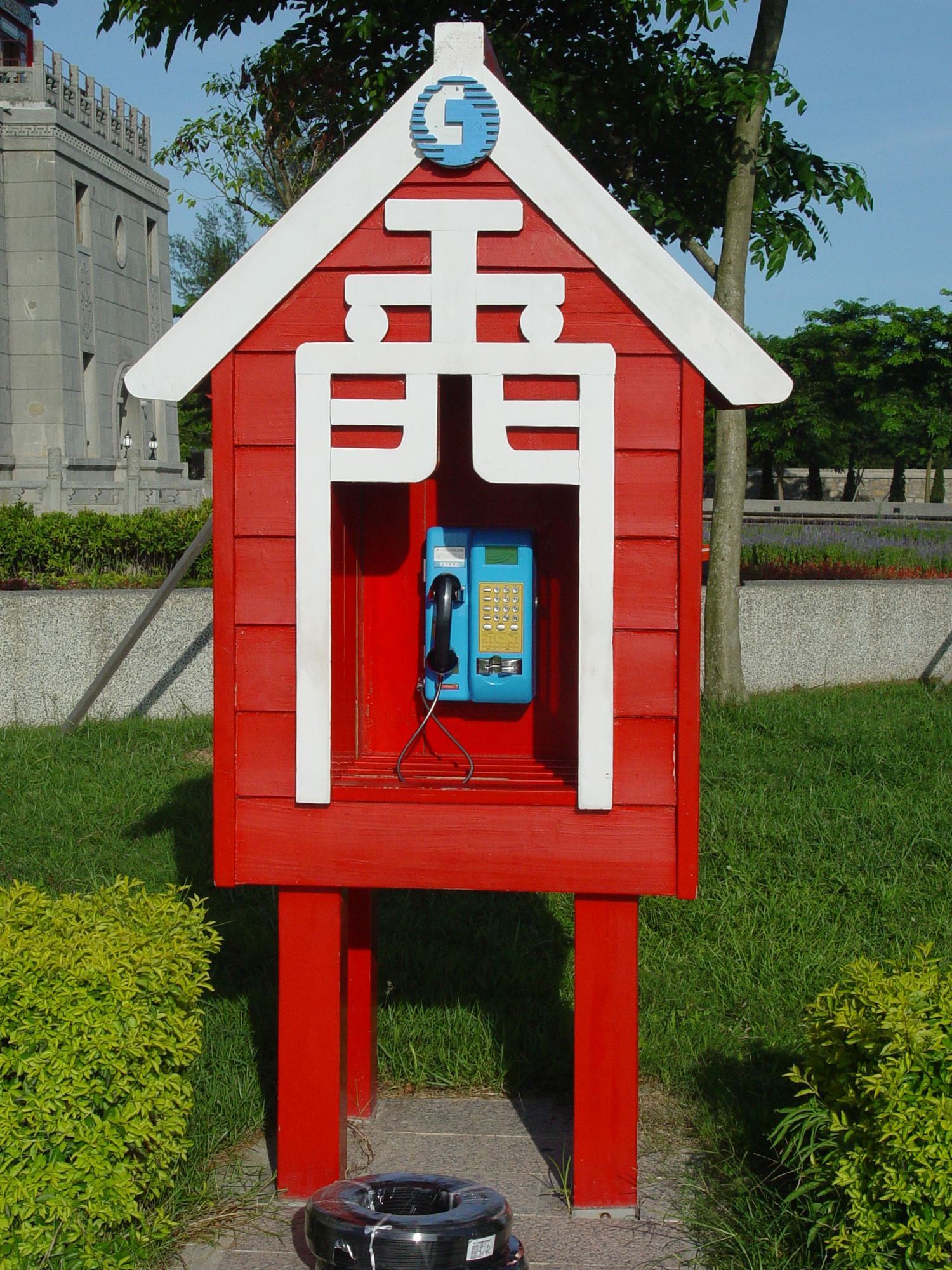
Telefonzelle auf Kinmen mit den stilisierten Schriftzeichen des Inselnamens 金門

### Verbindungen nach Taiwan und zum Festland
Nach jahrzehntelanger Isolation als militärisches Sperrgebiet ist Kinmen seit einigen Jahren auch wieder touristisch zugänglich. Nach Taipeh-Songshan (15 Flüge täglich), Kaohsiung (6 Flüge täglich), Taichung (9 Flüge täglich), Chiayi (2 Flüge täglich) und Tainan (2 Flüge täglich) bestehen regelmäßige Flugverbindungen.
Im Rahmen der „Three Mini Links“ (Post-, Transport- und Handelsverbindung) gibt es seit dem 2. Januar 2001 zwischen Kinmen und der chinesischen Stadt Xiamen (Amoy) eine der beiden bisher einzigen ständigen, täglichen Fährverbindungen zwischen der Republik China und dem chinesischen Festland. Die Fähren legen täglich zehnmal im Stundentakt zwischen 08:30 und 17:30 Uhr in Kinmen und Xiamen ab. Die zweite Fährverbindung besteht zwischen den weiter nordöstlich gelegenen Matsu-Inseln und Mawei in der Provinz Fujian auf dem chinesischen Festland. Beide Fährverbindungen konnten zunächst nur eingeschränkt, das heißt von Bewohnern der chinesischen Provinz Fujian und Taiwanern, nicht aber von Ausländern benutzt werden. Auch Ausländern ist die Benutzung der Fähren möglich, sofern sie, von Kinmen kommend, über ein gültiges chinesisches Einreisevisum verfügen. Bei den 12.000 Fahrten seit 2001 haben bis 2008 rund 1,4 Millionen Fahrgäste, überwiegend taiwanische Geschäftsleute, die Fähre Kinmen-Xiamen als bis dahin schnellste Verbindung zwischen Taiwan und dem chinesischen Festland benutzt. Jedoch hat diese Verbindung etwas an Bedeutung verloren, seit am 15. Dezember 2008 direkte Flugverbindungen zwischen Taiwan und mehreren Städten auf dem chinesischen Festland aufgenommen wurden. Als Folge setzt Kinmen vermehrt auf die Förderung des Tourismus als wichtigsten Wirtschaftsfaktor. In diesem Rahmen wird unter anderem die Eröffnung eines Spielkasinos diskutiert.
Als Zeichen verbesserter Beziehungen zwischen beiden Seiten der Taiwanstraße gab es am 15. August 2009 ein erstes „Xiamen-Kinmen-Swimming Event“, bei dem 49 Schwimmer vom Festland und 48 Schwimmer aus Taiwan von Xiamen aus nach Kinmen schwammen.

### Nationalpark
Teile der beiden Hauptinseln wurden 1995 als Nationalpark Kinmen unter besonderen Schutz gestellt. Die landschaftlich reizvollen Inseln mit ihren zahlreichen Häusern im typischen Fujian-Stil zeigen heute teilweise noch Spuren des Krieges. So stehen an den Stränden vereinzelt zerschossene amerikanische Panzer. Das Betreten vieler Strandabschnitte ist immer noch verboten, da dort zahlreiche Minen liegen, die allerdings restlos beseitigt werden sollen. In mehreren Museen können Waffen, Flugzeuge, Panzer (überwiegend amerikanischer Herkunft) und aus chinesischen Granaten gefertigte Messer und andere Gebrauchsgegenstände besichtigt werden. Die gesamte Insel ist von unterirdischen Kanälen und Tunneln durchzogen, die teilweise im Rahmen von touristischen Führungen besichtigt werden können. In diesen Kanälen hatte die nationalchinesische Armee ihre Boote versteckt gehalten, die einen Angriff Chinas abwehren sollten. Im Zentrum der Hauptinsel wurde unterirdisch ein komplett ausgestattetes Krankenhaus gebaut.
Die Einwohner der Inselgruppe genießen Steuererleichterungen. Kinmens bekanntestes Produkt ist der aus Hirse gebrannte hochprozentige Kaoliang-Likör (28, 38 und 58 %). Charakteristisch für Kinmen sind auch die überall anzutreffenden allegorischen „Windlöwen“.

## Städte und Gemeinden
Der Landkreis Kinmen gliedert sich in drei Stadtgemeinden (鎮,  Zhèn) und drei Landgemeinden (鄉,  Xiāng).
| Name                        | Chinesisch                  | Hanyu Pinyin                | Wade-Giles                  | Tongyong Pinyin             | Fläche [km²]                | Einw.                       | Karte                                         |
| --------------------------- | --------------------------- | --------------------------- | --------------------------- | --------------------------- | --------------------------- | --------------------------- | --------------------------------------------- |
| 3 Stadtgemeinden – 鎮, Zhèn | 3 Stadtgemeinden – 鎮, Zhèn | 3 Stadtgemeinden – 鎮, Zhèn | 3 Stadtgemeinden – 鎮, Zhèn | 3 Stadtgemeinden – 鎮, Zhèn | 3 Stadtgemeinden – 鎮, Zhèn | 3 Stadtgemeinden – 鎮, Zhèn | Karte der Gemeinden im Landkreis Kinmen, 2018 |
| Jincheng                    | 金城鎮                      | Jīnchéng zhèn               | Chin-ch'eng chen            | Jīnchéng jhen               | 21,708                      | 43.285                      | Karte der Gemeinden im Landkreis Kinmen, 2018 |
| Jinhu                       | 金湖鎮                      | Jīnhú zhèn                  | Chin-hu chen                | Jinhú jhen                  | 41,600                      | 29.413                      | Karte der Gemeinden im Landkreis Kinmen, 2018 |
| Jinsha                      | 金沙鎮                      | Jīnshā zhèn                 | Chin-sha chen               | Jinsha jhen                 | 41,088                      | 20.535                      | Karte der Gemeinden im Landkreis Kinmen, 2018 |
| 3 Landgemeinden – 鄉, Xiāng |                             |                             |                             |                             |                             |                             | Karte der Gemeinden im Landkreis Kinmen, 2018 |
| Jinning                     | 金寧鄉                      | Jīnníng xiāng               | Chin-ning hsiang            | Jinníng siang               | 29,854                      | 30.838                      | Karte der Gemeinden im Landkreis Kinmen, 2018 |
| Lieyu                       | 烈嶼鄉                      | Lièyǔ xiāng                 | Lie-yü hsiang               | Lièyǔ siang                 | 14,851                      | 12.700                      | Karte der Gemeinden im Landkreis Kinmen, 2018 |
| Wuqiu                       | 烏坵鄉                      | Wūqiū xiāng                 | Wu-ch'iu hsiang             | Wuciou siang                | 1,200                       | 685                         | Karte der Gemeinden im Landkreis Kinmen, 2018 |
| Landkreis Kinmen            | 金門縣                      | Jīnmén Xiàn                 | Chin1-mên2 Hsien4           | Jinmén Siàn                 | 151,656                     | 137.456                     | Karte der Gemeinden im Landkreis Kinmen, 2018 |

Die vier mit 金,  Jīn – „Gold“ beginnenden Gemeinden liegen auf der Hauptinsel Groß-Kinmen (大金門 Dà Jīnmén), Lieyu (烈嶼鄉 Lièyǔ xiāng) umfasst die Insel Klein-Kinmen (小金門 Xiǎo Jīnmén) sowie kleinere Nebeninseln. Die Gemeinde Wuqiu (烏坵鄉 Wūqiū xiāng) liegt auf den gut 130 km nordöstlich in der Taiwanstraße gelegenen geographisch nicht zu Kinmen zählenden, jedoch vom Landkreis Kinmen mit verwalteten Inseln Groß-Qiu (大坵 Dàqiū) und Klein-Qiu (小坵 Xiǎoqiū). Zwischen Kinmen und Wuqiu gibt es keine direkte Verkehrsverbindung.

## Symbole des Landkreises Kinmen
Der Landkreis hat einige Pflanzen bzw. Tiere als offizielle Symbole ausgewählt. Zum Baum des Landkreises wurde der Indische Seidenwollbaum (Bombax ceiba) erklärt. Der Baum symbolisiere in seiner Robustheit und mit seinen orange-roten Blüten die Ausdauer der Bewohner Kinmens und deren „blühende Zukunft“. Blume des Landkreises wurde Cymbidium ensifolium, eine in Südchina und Taiwan endemische und für Kinmen typische Orchideenart. Das Emblem des Landkreises ist ein schwalbenschwanzartiger Hausgiebel im Stil der Provinz Fujian. In der Gabelung ist eine stilisierte Fledermaus zu sehen, die als traditionelles chinesisches Symbol für Harmonie und Frieden gilt. Der umschließende Kreis hat angedeutet die Formen einer Lotosblüte. Das Emblem soll u. a. die Traditionsverbundenheit der Bewohner Kinmens symbolisieren.